# Лаура Гайего
Лаура Гайего (на испански: Laura Gallego) е испанска писателка, авторка на произведения в жанровете фентъзи, научна фантастика, младежка и детска литература.

## Биография и творчество
Лаура Гайего Гарсия е родена на 11 октомври 1977 г. в Куарт де Поблет, Валенсия, Испания. На 11-годишна възраст започва да пише първия си ръкопис, който завършва след три години, но никога не е публикуван. Оттогава се насочва към преследване на писателска кариера и години наред изпраща свои творби на различни литературни конкурси. След завършване на гимназията следва испанска филология в Университета на Валенсия, където получава и докторска степен по средновековна литература. Продължава да пише и непрекъснато изпраща произведенията си на издателства и конкурси, като до приемането на първата ѝ книга е написала други 13 книги.
През 1999 г. с ръкописа на книгата си „Краят на света“ печели наградата „Параходът“ за детско-юношеска литература на издателство SM и тя е издадена през същата година. Следват много нейни произведения като поредицата „Хрониките на Кулата“, романите „Мандрагора“, „Легендата за странстващия крал“, който също печели наградата „Параходът“, „Колекционерът на необикновени часовници“, „Огнени крила“, поредицата „Спомени за Идхун“. Втората ѝ поредица „Спомени за Идхун“ (2004 – 2006) става много популярна, адаптирана е в графичен роман и в периода 2020 – 2021 г. е екранизирана в едноименния телевизионен сериал.
В периода 2009 – 2010 г. се обръща към литературния реализъм с поредицата „Сара и голмайсторите“. Романът ѝ „Където дърветата пеят“ от 2011 г. печели Национална награда за детско-юношеска литература за 2012 г. През 2011 г. е удостоена с наградата „Сервантес Чико“ за детска и младежка литература на испански език за цялостното ѝ творчество.
Произведенията ѝ са преведени на 16 езика по света.
Лаура Гайего живее със семейството си в Алборая.

## Произведения

### Самостоятелни романи
- Finis Mundi (1999) – награда „Параход“[2][3]
Краят на света, изд. „Тонипрес“ (2016), прев. Тамара Такова
- Retorno a la Isla Blanca (2001)
- El Cartero de los Sueños (2001)
- Las hijas de Tara (2002)
- Mandrágora (2003)
- ¿Dónde está Alba? (2003)
- La leyenda del Rey Errante (2003) – награда „Параход“[1]
- Un fantasma en apuros (2004)
- Max ya no hace reír (2004)
- La hija de la noche (2004)
- El coleccionista de relojes extraordinarios (2004)
- Alba tiene una amiga muy especial (2005)
- La emperatriz de los Etéreos (2007)
- Dos velas para el diablo (2008)
- Donde los árboles cantan (2011)
Където дърветата пеят, изд. „Тонипрес“ (2017), прев. Тамара Такова
- El libro de los portales (2013)
- Todas las hadas del reino (2015)
Всички феи на кралството, изд. „Тонипрес“ (2017), прев. Тамара Такова
- Cuando me veas (2017)
Когато ме видиш, изд. „Тонипрес“ (2020), прев. Ангелина Димитрова
- Por una rosa (2017) – с Хавиер Руескас и Бенито Тайбо
- Omnia. Todo lo que puedas soñar (2018)
Омниа : всичко, за което може да мечтаеш, изд. „Тонипрес“ (2018), прев. Ангелина Димитрова
- El ciclo del eterno emperador (2021)
- Stravagantia (2022)

### Поредица „Хрониките на Кулата“ (Crónicas de la Torre)
1. El valle de los lobos (2000)[2][3]
2. La maldición del maestro (2002)
3. La llamada de los muertos (2002)
4. Fenris, el elfo (2004)

### Поредица „Спомени за Идхун“ (Memorias de Idhún)
1. La Resistencia (2004)[2]
2. Tríada (2005)
3. Panteón (2006)

- Enciclopedia de Idhún (2014)

### Поредица „Ариел“ (Ahriel)
1. Alas de fuego (2004)[2]
2. Alas negras (2009)

### Поредица „Сара и голмайсторите“ (Sara Y Las Goleadoras)
1. Creando equipo (2009)[2]
2. Las chicas somos guerreras (2009)
3. Goleadoras en la liga (2009)
4. El fútbol y el amor son incompatibles (2010)
5. Las Goleadoras no se rinden (2010)
6. El último gol (2010)

### Поредица „Случайни приключения“ (Aventuras Por Casualidad)
1. Mago por casualidad (2012)[2]
2. Héroes por casualidad (2016)

### Поредица „Пазителите на Цитаделата“ (Guardianes de la Ciudadela)
1. El Bestiario de Axlin (2018)[2]
2. El secreto de Xein (2018)
3. La misión de Rox (2019)

### Екранизации
- 2009 S.O.S. Libélula
- 2020 – 2021 Memorias de Idhún – тв сериал, 10 епизода